# Colomby-sur-Thaon
Colomby-sur-Thaon è un ex comune francese di 405 abitanti situato nel dipartimento del Calvados nella regione della Normandia. Dal 1º gennaio 2017 il comune è stato accorpato al comune di Anguerny per formare il nuovo comune di Colomby-Anguerny, che ne è divenuto comune delegato fino al 1º gennaio, quando la fusione dei comuni accorpati è stata conclusa.

## Società

### Evoluzione demografica
Abitanti censiti